# Eddie Shin
Edward Andrew yoon Beom 'Eddie' Shin (Chicago, 17 juli 1976) is een Amerikaans acteur.

## Biografie
Shin werd geboren in Chicago en is van Koreaanse afkomst. Na het halen van zijn diploma van de high school ging hij studeren aan de Williams College in Williamstown in geneeskunde. In zijn eerste jaar werd hij lid van een theatergezelschap en raakte gepassioneerd in acteren en besloot om acteur te worden. Hij stapte toen over naar de Universiteit van Chicago in Chicago en studeerde cum laude af met een Bachelor of Arts in theaterwetenschap en podiumkunsten.
Shin woont in Los Angeles en Chicago.

## Filmografie

### Films
Uitgezonderd korte films.
- 2017 What About Barb? - als Nick
- 2015 Richard Peter Johnson - als Eddie Kim
- 2015 Twelve - als Ian
- 2014 Dumb and Dumber To - als Gordy Moon
- 2013 Richard Peter Johnson – als Eddie Kim
- 2012 The Guilt Trip – als Chris Chung
- 2008 The End of Steve – als Bob Hu
- 2008 Phoo Action – als Terry Phoo
- 2007 The News – als Trip Kim
- 2005 American Fusion – als Bernard
- 2004 Sucker Free City – als Michael

### Televisieseries
Uitgezonderd eenmalige gastrollen.
- 2023 Beef - als pastor Kim - 3 afl.
- 2018-2020 Alexa & Katie - als Dave Mendoza - 39 afl.
- 2017-2019 American Housewife - als Richard - 3 afl.
- 2016 The Man in the High Castle - als Noriyuke Tagomi - 4 afl.
- 2016 Westworld - als Henry - 3 afl.
- 2014 NCIS: Los Angeles - als Matthew Ogilvie - 3 afl.
- 2014 Manhattan - als Sid Liao - 4 afl.
- 2010-2011 Men of a Certain Age – als Carl – 9 afl.
- 2011 Chaos – als Lee Quan Song – 1 afl.
- 2011 Two and A Half Men - Als Dr. Kim - Afl 22.
- 2005-2006 Love Inc. – als Gene – 2 afl.
- 2006 Misconceptions – als Tret – 3 afl.
- 2002 Girls Club – als Mitchell Walton – 3 afl.
- 2002 That '80s Show – als Roger – 13 afl.
- 2001-2002 Gilmore Girls – als Henry Cho – 5 afl.
- 2001 ER – als Stanley Mao – 2 afl.

### Computerspellen
- 2024 Rise of the Ronin - als Shusaku Chiba
- 2023 Diablo IV - als stem
- 2023 Like a Dragon: Ishin! - als Shusaku Chiba
- 2022 Call of Duty: Mobile - als Blackjack
- 2020 Ghost of Tsushima - als Taka